# Szeged-Csanádi egyházmegye
A Szeged-Csanádi egyházmegye (latinul: Dioecesis Szegediensis-Csanadiensis) a Kalocsa-Kecskeméti érseki tartományhoz tartozó 10 851 km² nagyságú római katolikus egyházi közigazgatási terület, melynek központja Szegeden található. Katedrálisa a Szegedi dóm. Az egyházmegyében a papképzés a Szent Gellért Szemináriumban folyik, amelyet az egyházmegye első püspökéről neveztek el.

## Terület

### Szomszédos egyházmegyék
- Szabadkai egyházmegye (délnyugat)
- Kalocsa-Kecskeméti főegyházmegye (nyugat)
- Váci egyházmegye (északnyugat)
- Egri főegyházmegye (észak)
- Debrecen-Nyíregyházi egyházmegye (északkelet)
- Temesvári egyházmegye (délkelet)
- Nagybecskereki egyházmegye (dél)
- Nagyváradi római katolikus egyházmegye (északkelet)

## Történelem

### Előzmények
A püspökség csaknem 1000 éves történetét – alapításától kezdve – meghatározta földrajzi fekvése. Az egyházmegye a legkorábbi alapításúak közé tartozik, mert néhány ezt megelőzően létrehozottal együtt még Szent István uralkodása alatt jött létre. Amikor első királyunk államalapító tevékenységének részeként az egyes területek urait sikerült legyőzni és ott a királyi-állami közigazgatást megteremteni, ezt követően kerülhetett sor az egyházi közigazgatás kialakítására is. 1027–1028 körül történt meg e terület nagy hatalmú urának, Ajtony vezérnek a legyőzése a király hadvezére, Csanád vezér által. A Marosvár székhellyel működő hatalmas területen létrehozták Csanád vármegyét, székhelye Marosvár lett, amely nem sokkal később Csanád vezér nevét vette föl.

### Alapítás
1030 körül került sor a Csanádi püspökség létrehozására, amely feladattal Szent István a már hosszú évek óta Magyarországon élő, velencei származású bencés szerzetest, Imre herceg korábbi nevelőjét, Gellértet bízta meg. A kiváló fölkészültségű egyházi férfi szerzetes társaival érkezett ide és nagy lelkesedéssel vetette bele magát az egyházszervezés munkálataiba. Az új püspökség székhelye szintén Marosvár lett. Korábban, Ajtony vezér idején, már voltak itt keresztény templomok és papok, de ezek a bizánci egyház szertartásrendjét követték. Gellért püspök kinevezésével és egyházszervezésével ily módon a nyugati típusú egyházszervezet jelent meg. Feladatának tartotta az itt élők megkeresztelését, és ebben támaszkodott az egyházmegyei papság mellett a saját szerzetes társaira, akiket az ország más részeiből hívott ide. Nevéhez fűződik a Mária-kultusz meghonosítása, illetve a Szent György-tisztelet, akinek nagy templomot építtetett Marosváron. Az előbb említett kettős névből eredően gyakran még a 12. században is marosvári püspökségként emlegették ezt a területet, és csak a 13. századtól válik általánossá a Csanádi püspökség elnevezés. Gellért püspök a templom- és kolostorépítéshez itáliai építészmestereket hivatott, és az így emelt épületek a korszak legmagasabb színvonalán álló építmények lettek. Tisztában volt azzal, hogy a térítéshez újabb és újabb egyházi emberekre van szükség, ezért – a korabeli följegyzések szerint – harminc fiatal magyar oktatását szolgáló papi szemináriumot is alapított.
A püspök feladata egyáltalán nem volt könnyű. A pogány harcokban edzett, nehéz földrajzi körülmények között létrejött települések lakosait kellett megtéríteni, a hajdani szilaj, lovas magyar nemzet tagjaiból keresztényeket formálni. Ez a misszió a hitetlenek elleni harc, a hit terjesztése, a magyarság védelmezése és hitében, műveltségében való megerősítése a püspökség sok százéves történetét szinte mindvégig szükségszerű feladatként kísérte. A magyarok térítése mellett ellenségekkel is szembe kellett nézni, de kiváltképp az egyházat megsemmisíteni akaró pogánylázadásokkal volt sok probléma. Az alapító püspök életét is az 1046-ban kitört, a feudális államrend és az egyház ellen fölkelő tömeg okozta. Budán, a ma az ő nevét viselő hegyről taszították le, ily módon vált vértanúvá Gellért püspök 1046-ban. Testét ott földelték el, és csak 1053-ban szállították ünnepélyesen haza Csanádra, a püspökség székhelyére, ahol méltó módon temették el. Emlékét és püspökségalapító tettét koronázta meg az 1083-as szentté avatás.

### A középkor és kora újkor

#### Tatárjárás
Az bizonyos, hogy a térítés továbbra is fő feladatot jelentett. A már kereszténnyé lett magyarok mellett a besenyők jelentették a misszió fő feladatát. Csanád városa, mint állami és egyházi székhely, jelentős település volt, ahol a történelem folyamán számos király megfordult. Így pl. 1043-ban Aba Sámuel király járt Csanádon.
1091-ben viszont az ország ellen támadó kunok dúlták föl a várost és az itt lévő templomokat. A kunok elleni harc a 12. században is végigkíséri a püspökség történetét, majd az 1241-42-es tatárjárás idején a tatár csapatok veszik be a nagyobb várfallal nem rendelkező várost. A szépen kiépült templomokat, kolostorokat és egyéb épületeket fölégetik, kifosztják, az elmenekülni nem tudókat megölik. A tatár kivonulása után a püspök dolga az építkezés újrakezdése, de a templomok és kolostorok mellett a megriadt, megzavarodott emberek hitének a megerősítése és, a lelkekbe új remény öntése szintén az egyháziak feladata volt. A tatárjárás utáni újraépülő Csanád székhelyű püspökség folytatja a térítő munkát, az ekkor már ezen a területen letelepedett kunok között. A Kun László névvel is illetett IV. László gyakran tartózkodott ezen a területen és többször megfordult Csanád városában, 1278-ban, majd az ezt követő években is. 1290-ben bekövetkezett halála után itt, Csanádon temették el az uralkodót.

#### A török
Az Árpád-ház kihalása után a magyar trón megszerzéséért folytatott küzdelemben szintén szerepet kapott a Csanádi püspök és a székváros. 1322-ben itt tartózkodott Károly Róbert király. 1366-ban Nagy Lajos fordult meg Csanádon. Az ezt követő uralkodó, Zsigmond király kétszer is járt itt 1394-ben és 1436-ban. Mindez a mindenkori Csanádi püspök szerepét, jelentőségét és a magyar közéletben, politikában betöltött fontosságát is jelzi.
A 14. század második felében egy új, fenyegető ellenség jelenik meg, amely az ország déli részét, így a Csanádi püspökség területét is fenyegette, s ez a török. A 15. század folyamán több alkalommal került sor támadásra, és ennek is tudható be, hogy a török elleni harcban ismert Hunyadi János gyakran tartózkodott a városban, így 1443-44-ben, 1450-ben és 1451-ben. A török elleni harc lelkes buzdítója, Kapisztrán Szent János 1455-ben fordul meg a püspöki székhelyen. 1456-ban V. László király látogatott el Csanádra. A török elleni harc a püspöknek, mint a terület földesurának és így a püspöki csapatok hadvezérének egyébként is kötelessége. 1459-60 körül a többszöri török támadás miatt Hangácsi Albert püspök várfallal veteti körül a várost. 1462-ben Mátyás látogat Csanádra, 1495-ben pedig II. Ulászló király.

#### A Dózsa-féle parasztfelkelés
A 16. század elejének nevezetes eseménye az 1514-es Dózsa-féle parasztháború, amelynek szomorú mementója a püspökség számára a Csáki püspök elleni támadás, akit Dózsa parasztjai elfognak és karóba húznak. Az őt követő püspök szintén erőszakos halállal halt meg. Csaholy Ferenc 1526-ban sok más kiváló magyarral, köztük számos főpappal együtt a mohácsi csatában vesztette életét. Ezt követően a török a várost földúlja, de ekkor még magyar kézen marad. A terület elhelyezkedéséből következően állandó harc tárgyát képezte a Habsburgok és Szapolyai János király között. 1526 és 1530 között többször is gazdát cserélt, hol Szapolyai, hol Ferdinánd király csapatai tartózkodtak itt. Az 1551-es nagy török támadás során Fráter György parancsára a várost kiürítették és így nagyobb ostrom, vagy harc nélkül került a török kezére. Temesvár 1552-es ostrommal történt elfoglalása után végképp török fennhatóság alá került.

#### A török hódoltság
A török hódoltság létrejötte egyúttal Csanádnak, mint püspöki székhelynek a megszűnését is jelentette. A város még néhány évtizedig a török alatt működik, de a magyar egyházi befolyás a városban és a területen megszűnt. A törökök módszeresen elűztek, megöltek minden katolikus papot és ezért vált szükségessé, hogy a lakosság lelki gondozását a török által egyedül megtűrt ferences barátok lássák el. Így került sor a Szeged-Alsóvárosi ferences kolostor szerzeteseinek a megbízására, akik az egész török hódoltsági területen ellátták a lelkipásztori tevékenységet. Ez azért is fontos dolog, mert Szeged egyébként a középkor folyamán a kalocsai érsekség fennhatósága alá tartozott. A 16-17. század folyamán az itteni ferences barátok révén a Csanádi püspökség területét is ellátták egyházi téren.
A török itt léte nagy pusztítást vitt véghez. A vidéki lakosság jó része elpusztult, vagy elmenekült, a környező városokba költözött. Megszűntek az egykori szerzetesi iskolák, kolostorok és ezzel nemcsak az egyházi, hanem a szellemi, kulturális élet is hatalmas károsodást szenvedett. Különösen nagy pusztítást végzett az 1591-1606 közötti, ún. 15 éves háború, amelynek hadműveletei ezt a vidéket rendkívül letarolták. Természetesen a Csanádi püspökökkel az 1551-1686 közti időszakban is találkozunk, azonban ez csak cím, amelynek viselői rendszerint Pozsonyban, vagy Nagyszombatban tartózkodtak és tényleges püspöki tevékenységet folytattak.
Melegh Boldizsár 1572-ben kapott püspöki kinevezést, aki megbízatása után hivatalosan is kérte XIII. Gergely pápát, hogy a szegedi, orsovai, krassói és hacaki ferenceseket hatalmazza föl a dél-magyarországi hívek lelki gondozásával, amire sor is került. Időközben ezek a különböző rendházak megszűntek, és alapvetően a szegedi ferences rendház volt az, amely a török uralom végéig ellátta áldásos tevékenységét. Mindennek jeleként 1644-ben Zongor Zsigmond püspök a Szeged-Alsóvárosi Ferences Rendház guardiánját püspöki helytartóvá nevezte ki. Mivel ő Nagyszombatban élt, ettől kezdve a ferencesek rendszeresen följártak hozzá jelentést tenni, illetve a különböző hivatalos ügyek kapcsán beszámolót tartani.

#### A török hódoltság vége és a Rákóczi-szabadságharc kora
1685-ben Csanád visszakerült a töröktől a keresztények kezére, azonban az ezt követő háborús években gondolni sem lehetett arra, hogy a csanádi püspök visszatérjen székvárosába. 1699-ben a háborút a karlócai béke zárja le, amelynek értelmében a Maros képezi a törökök és Magyarország között a határvonalat. A Marostól délre eső területek, így Csanád és a püspökség javarésze a török kezén maradt. Az ott lévő osztrák katonák 1701-1702 folyamán, mielőtt Csanádról kivonultak, végképp elpusztították a várost, hogy ne jusson a török kezére.
A török Csanádról való kivonulása után és Buda fölszabadulása után a török ellenes hadjáratok Magyarország déli részén folytatódtak. Az egész terület hadszíntér volt, így szó sem lehetett arról, hogy a Csanádi püspökök visszatérjenek egykori püspökségük területére és megkezdhessék békés, helyreállító tevékenységüket. Így a 17. század utolsó évtizedének Csanádi püspökei csak névleges kinevezést kaptak. Csak 1699-ben Dolny István püspöki kinevezése után, kerülhetett sor arra, hogy a Csanádi püspök címének és tisztének tényleges tartalmat szerezzenek. István püspök 1701-ben Szegeden a bécsi udvar által létrehozott hivatalhoz nyújtotta be kérelmét, amelyben a török hódítás előtti állapotnak megfelelően visszakérte a püspökség régi birtokait. 1702-ben az udvar által kibocsátott irat ezen nagy mennyiségű területeknek csak egy részét biztosítja a püspök számára. Ezzel egy időben, tekintettel a hajdani Csanádi püspökség jelentős részének török megszállás alatti voltára, Szegedet jelölte ki a püspök lakhelyéül. A városában a császári-katonai fennhatóság központjául szolgáló váron kívül, a mai Dóm téren lévő egykori Dömötör templomot, amely elég rossz állapotban volt, adták püspöki templomul és ettől nem messze biztosítottak egy szerény épületet a püspök székhelyéül. A püspök további lehetőségeit egyházmegyéjének helyreállítására alapvetően lehetetlenné tette az 1703-ban kitört Rákóczi-szabadságharc.
Ily módon a püspökség régi tekintélyének és erejének helyreállítása jó néhány évre eltolódott és egy új, energikus püspöktől, Nádasdy Lászlótól vált lehetségessé, aki 1710-ben kapta ezt a megbízatást. Nádasdy az ismert, nagy tekintélyű magyar arisztokrata család tagjaként kapta ezt a címet, azonban az eddigiekből látható módon ez sokkal inkább nagyszabású feladatot, küzdelmet, mint tényleges tisztséget és gazdagságot jelentett. Szerencsére a frissen kinevezett püspök hatalmas energiával és lelkesedéssel látott neki, hogy Szent Gellért örökségét helyreállítsa. 1711-ben leköltözött Szegedre és itt a már említett, püspöki lakóhelyül szolgáló épületben, illetve Alsóvároson, a ferencesek kolostorában lakott. Természetesen ő is, akárcsak elődjei nagymértékben támaszkodott a ferencesekre, akik az ezt megelőző évszázadokban is a Délvidék lelki gondozását végezték.

### A Csanádi püspökség vége
A újkorban rengeteg változás történt az egyházmegye területén. Az eddigi egyházmegye területe és népessége sűrűn változott a háborúk és a betelepítések miatt. Az első világháború következtében megszűnt a Csanádi püspökség, amelynek jogutódja lett a Szeged-Csanádi egyházmegye.

#### I. világháború
Az első világháború a háborúra jellemző megpróbáltatásokat jelentette a püspökség számára is. Egyrészt nagyszámú lakosát vitték el katonának, másrészt a háborúval kapcsolatos áldozathozatal sújtotta a híveket. Harmadrészt, a templomokat is, mert a haditermelés következtében sorra vitték el a templomok haragjait. A híveket pedig egyre fokozottabb áldozatvállalásra késztette a kormányzat előírása. 1918 végén a háború befejeződése Magyarország és kiváltképpen a Csanádi püspökség számára tragikus következményekkel járt. Az ismert nemzetiségi problémák miatt a román, illetve szerb nacionalisták vezetésével formálódó új hatalmak 1918 végén elszakították Magyarország déli részét, amelyből létrejött Jugoszlávia, illetve a megnövekedett területű Román Királyság.
Ez konkrétan a Csanádi püspökség számára azt jelentette, hogy területének több mint háromnegyed része Magyarországon kívülre került. Az így kialakult helyzetet az 1920. június 4-én Trianonban megkötött békeszerződés hivatalos, nemzetközi szintre emelte. Ennek értelmében a püspökség nagyobb része Romániához került, a kisebbik része Jugoszláviához, egy egészen kis hányad Magyarország számára maradt. A fönnálló ideiglenes helyzetet a Vatikán is tudomásul vette, és 1923. február 10-én a Belgrádi Apostoli Nunciatúra az oda került 62 Csanádi egyházmegyei plébániát apostoli kormányzósággá nyilvánította, Nagybecskerek (Zrenjanin, Jugoszlávia, ma Szerbia)) székhellyel (ez lett a későbbi Nagybecskereki egyházmegye alapja). 1923. február 17-én pedig a Bukaresti Apostoli Nunciatúra a 153 plébániát a korábbi Csanád egyházmegyéből Temesvár székhellyel szintén apostoli kormányzósággá nyilvánította (a későbbi Temesvári egyházmegye).
Így vált 1923-ban – mintegy 200 év után – Szeged ismét püspöki székhellyé. Glattfelder püspök akkor még nem tudhatta, hogy végérvényesen. Ezzel együtt a püspök hatalmas energiával látott neki, hogy Szeged város adottságait is figyelembe véve a mindössze 33 megmaradt plébániáját is újjászervezve, a püspökségbe új erőt leheljen. Ez találkozott Szeged város vezetőinek akaratával és így nagyszabású építkezések és a hívek támogatása révén épült Szeged azzá az egyházi központtá, amely a két háború közti időszak magyar katolikus egyházi életének meghatározó színhelyévé emelte. Az építkezés egyrészt a püspöki székesegyház, a mai Fogadalmi templom elkészítését jelentette, mely 1930-ra készült el. Azonban a püspök a jeles kultúrpolitikus, Klebelsberg Kuno együttműködésével és Somogyi Szilveszter polgármester tevékeny támogatásával létrehozta a Dóm teret, amely Közép-Európa egyik legszebb ilyen építészeti alkotása.

### A Szeged-Csanádi egyházmegye
A II. világháború során az egyház elvesztette befolyását és értékeinek java részét. Nem történt ez másképp a Szeged-Csanádi egyházmegyével sem. A kommunista, szocialista hatalom nem támogatta a hitéletet és bármilyen nagyobb keresztény megmozdulást rossz szemmel nézett, mert ez ellenkezett materialista nézeteivel. Az 1945-1989 közti időszak nehéz megpróbáltatások elé állította az egyház vezetőit. Lehetőségeik a templom falai közé szorítva nagyon szűken, csak a hitélet minimális szervezésére korlátozódhattak. Az egyház szociális, oktatási és egyéb tevékenysége a korábbiakhoz képest szinte a nullára csökkent. A Szegeden működő papi szeminárium a váci püspökség és a kalocsai érsekség számára is képezte az egyházi utánpótlást. Új templomok építésére nem kerülhetett sor. A hitoktatás gyakorlatilag a templom falai közé szorítva, minimális létszámra korlátozódott.

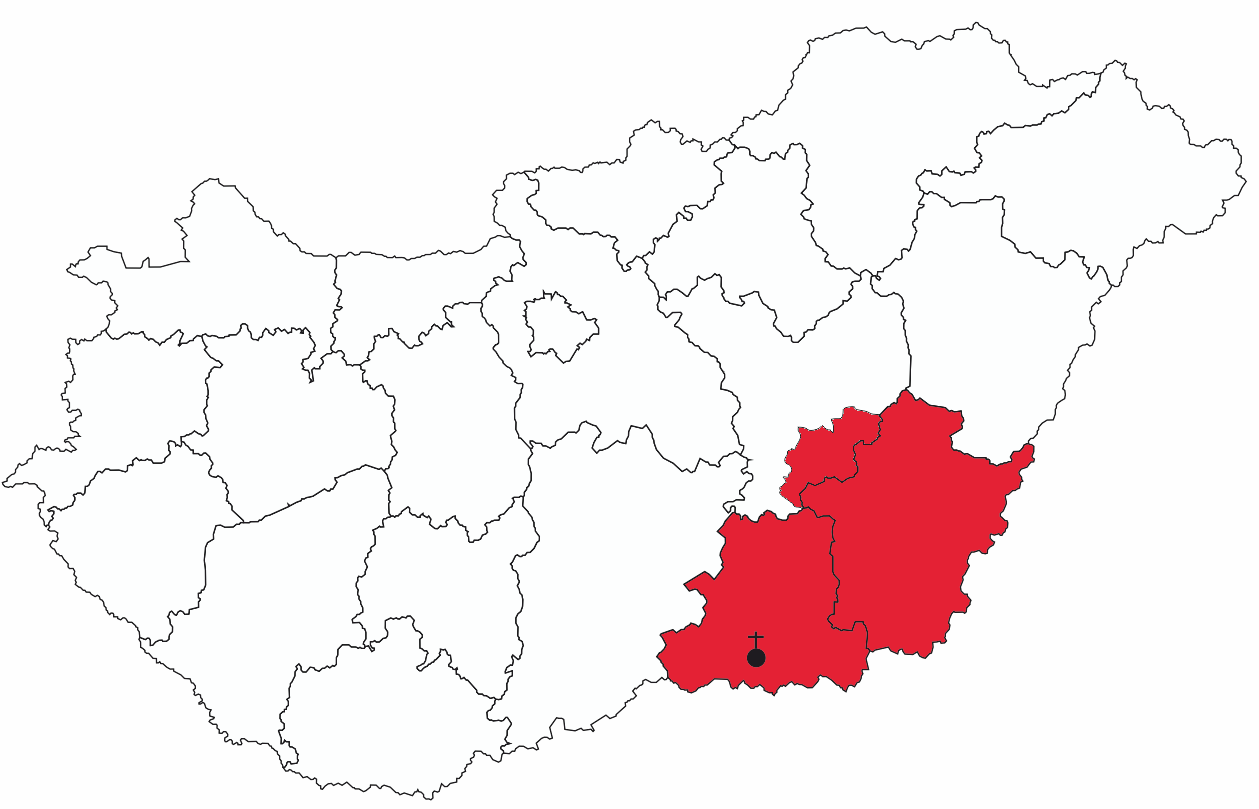
A Szeged-Csanádi egyházmegye területe Magyarország térképén

Ezek az adottságok megszűntek az 1989-es rendszerváltozás után. Az új lehetőségek változást hoztak az egyházmegye életében is. Szeged ismét jelentős egyházi központ lett, ahova 1989-től kezdve sorra tértek vissza a régi szerzetesrendek. Elsők között a ferencesek és a jezsuiták, őket követték a piaristák és a Miasszonyunk nővérek, végül visszatértek a minoriták is. Ily módon Szegeden ismét megindulhatott a Miasszonyunk nővérek által vezetett óvoda, általános iskola és középiskola (Karolina), illetve a piaristák által 1721 óta a városban folytatott oktatási tevékenység, amely a Dugonics András Gimnázium megnyitását jelentette. A ferencesek és jezsuiták novíciusaikat képezik Szegeden, hasonlóképpen az utánpótlás nevelését kívánják megoldani Szegeden a minoriták is.
Gyulay Endre 1987 júniusában kapta meg püspöki kinevezését és júliusban vette át az egyházmegye kormányzását. Országosan megbízatást kapott a Magyar Katolikus Püspöki Konferenciától az egyházi ingatlanok visszaadásának tárgyalásaira. Kezdeményezésére került sor a harmadik Szeged-Csanádi egyházmegyei zsinatra (1995) és megindultak az új templomépítések is. Lehetősége nyílt az egykori Csanádi egyházmegye határon túlra került részeivel a kapcsolatok tartására, így a Temesvári és Nagybecskereki egyházmegyékkel is.
A 2010-es évektől jelentős vagyon került az egyházmegyéhez, a HVG szerint nem függetlenül Kiss-Rigó László és Orbán Viktor miniszterelnök barátságától. Az egyházmegyéhez tartozó Erzsébet a Kárpát-medencei Gyermekekért Alapítvány 2017-ben ajándékként kapta meg az államtól a zánkai gyermektábor 17 milliárd forint értékű területét, melyhez 26 milliárd forint felújítási és évi 4–5 milliárd forint működési támogatást is kap. 2020 szeptemberében az egyházmegye átvette a lakiteleki Hungarikum Ligetet (benne négycsillagos szállodával, golfpályával, lovardával, wellness-szel) egy folyamatban lévő, 30 milliárd forint értékű beruházással együtt a Lezsák Sándor által alapított Népfőiskolai Alapítványtól. 2019-ben épült fel 14 milliárd forint állami támogatásból a szegedi Szent Gellért Fórum, mely 10 hektáros területén stadiont, edzőpályákat, teniszpályákat, hotelt és rendezvényközpontot is magába foglal. 2023-ban a kormány 6 hektár, a sportközpont mögött fekvő erdőt ajándékozott az egyházmegyének iskola és gimnázium létesítése céljából.

## Szervezet

### Az egyházmegyében szolgálatot teljesítő püspökök
| Fénykép | Név, beosztás                          | Születési helye, ideje               | Kinevezés dátuma                                                                                |
| ------- | -------------------------------------- | ------------------------------------ | ----------------------------------------------------------------------------------------------- |
|         | Kiss-Rigó László Szeged-csanádi püspök | Budapest, 1955. április 6. (70 éves) | esztergom-budapesti segédpüspöknek kinevezve: 2004. január 24.. Megyés püspök: 2006. június 20. |

### Egyházközségek, papság
Az egyházmegyében 2018-ban egy papra átlagosan 2300 hívő jut. A papnövendékek száma 7.
2014-ben a nigériai Orlui egyházmegye püspöke két kispapot küldött Magyarországra, a Szeged-Csanádi egyházmegyébe, akiket 2020-ban szenteltek pappá a Szegedi dómban.